# Chiesa di San Lorenzo (Langhirano)
La chiesa di San Lorenzo è un luogo di culto cattolico dalle forme romaniche, barocche e neoromaniche, situato in strada del Castello nel borgo medievale adiacente al castello rossiano quattrocentesco di Torrechiara, frazione di Langhirano, in provincia e diocesi di Parma; è sede di una parrocchia compresa nella zona pastorale della città.

## Storia
L'originaria chiesa dedicata a san Lorenzo fu costruita nei pressi del torrente Parma in epoca medievale; la prima testimonianza della sua esistenza risale infatti al 1230, quando la piccola cappella dipendeva dalla pieve di San Martino di Arola.
Sul luogo dell'attuale edificio posto sul colle all'interno del borgo medievale fu invece eretto nel XII secolo un piccolo oratorio, che Pier Maria II de' Rossi fece quasi completamente abbattere e ricostruire nel 1453, durante i lavori di costruzione dell'adiacente castello; la struttura fu anch'essa intitolata a san Lorenzo.
Intorno alla metà del XVI secolo la cappella di valle fu distrutta da una piena del torrente Parma; nel 1564 fu quindi elevato a sede parrocchiale l'oratorio adiacente al maniero.
Verso la fine del XVII secolo la chiesa fu sopraelevata e al suo interno furono realizzate le volte di copertura.
Agli inizi del XVIII secolo il tempio fu profondamente modificato: fu ribaltato l'orientamento della struttura, ricostruendo la facciata sul luogo dell'antica parete piatta di fondo, furono aggiunti i contrafforti, furono intonacati e decorati in stile barocco gli interni, furono aperte la finestre laterali e fu sopraelevato il campanile. Nel 1726 fu edificata in adiacenza la canonica, mentre nel 1755 fu sopraelevata l'abside e fu completata la sagrestia.
Tra il 1829 e il 1831 la chiesa fu completamente ristrutturata e durante i lavori fu ricostruita la facciata.
Nel 1941 il luogo di culto fu nuovamente restaurato.
Tra il 1973 e il 1975 l'edificio fu rinforzato, sostituendo le strutture di copertura della navata e del campanile; nel corso dei lavori gli interni furono parzialmente modificati, recuperando l'antica pavimentazione in cotto e chiudendo le nicchie laterali.
Il 23 dicembre del 2008 un terremoto causò alcuni danni al luogo di culto, che tra il 2011 e il 2013 fu consolidato strutturalmente.

## Descrizione

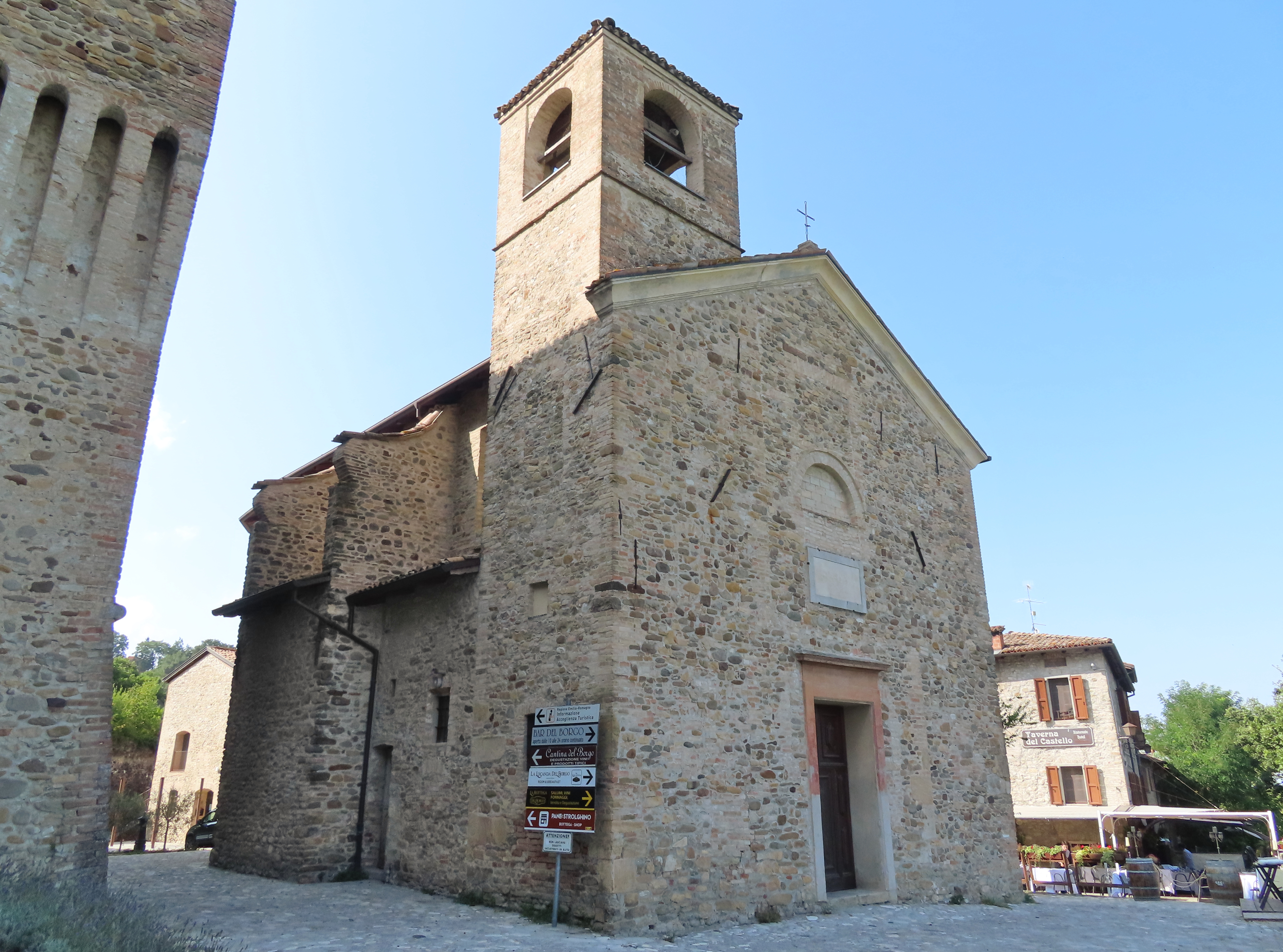
Facciata e lato sud

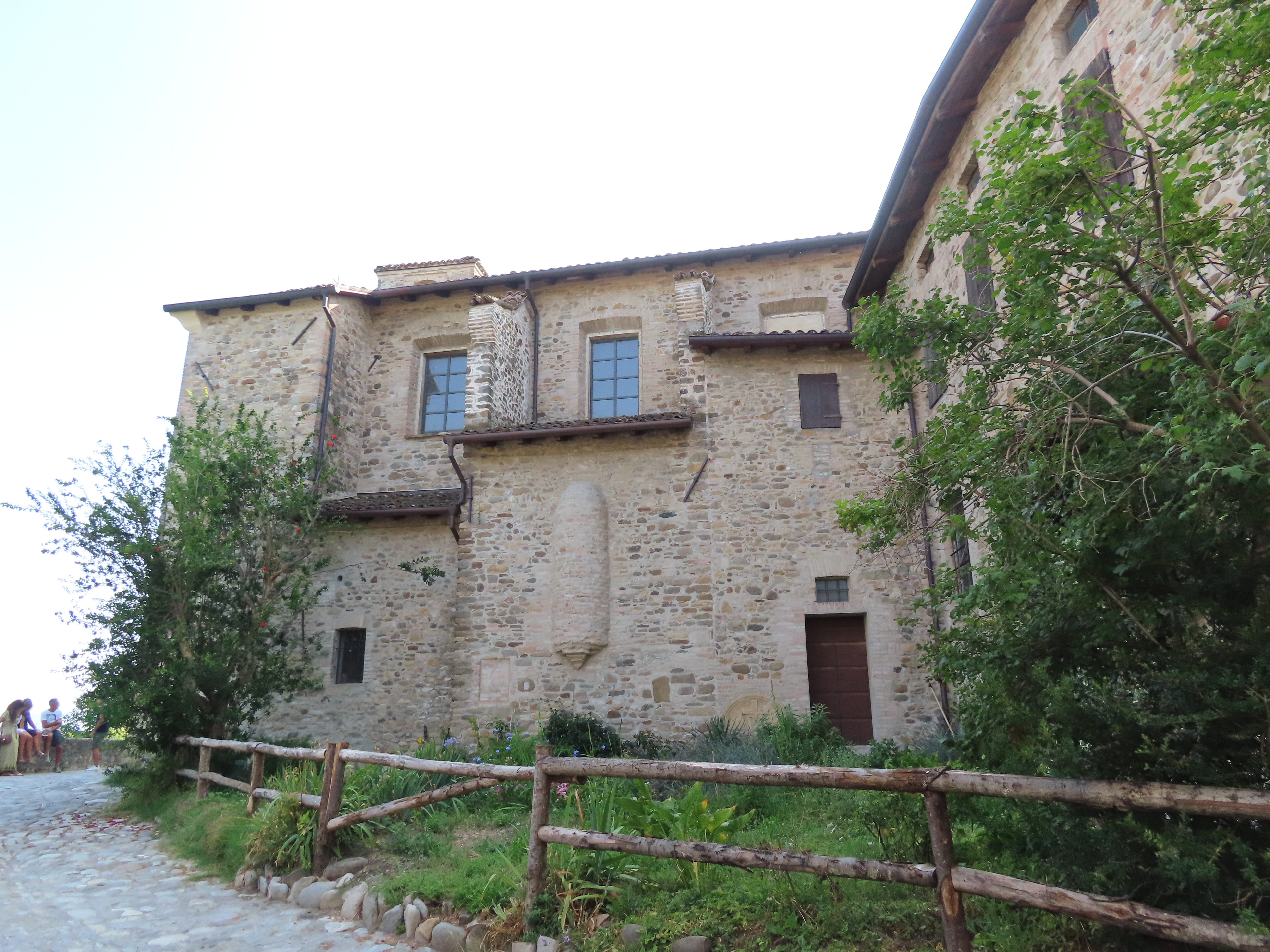
Lato nord

La chiesa si sviluppa su un impianto a navata unica affiancata, su ogni lato, da una cappella e da un piccolo locale.
La semplice facciata a capanna, rivestita, come il resto dell'edificio, interamente in pietra frammista ad alcuni inserti in laterizio, è caratterizzata dalla presenza del portale d'ingresso centrale, delimitato da cornice e architrave superiore in aggetto; più in alto è murata una lapide marmorea, sormontata da una lunetta tamponata ad arco a tutto sesto; in sommità si sviluppa lungo il profilo a doppia falda del tetto il cornicione modanato.
In continuità col prospetto si innalza, sullo spigolo sud-ovest, il campanile a pianta pressoché rettangolare; la torre in pietra, frutto di modifiche nei secoli, in sommità è rivestita in laterizio, in corrispondenza delle aperture ad arco a tutto sesto della cella campanaria.

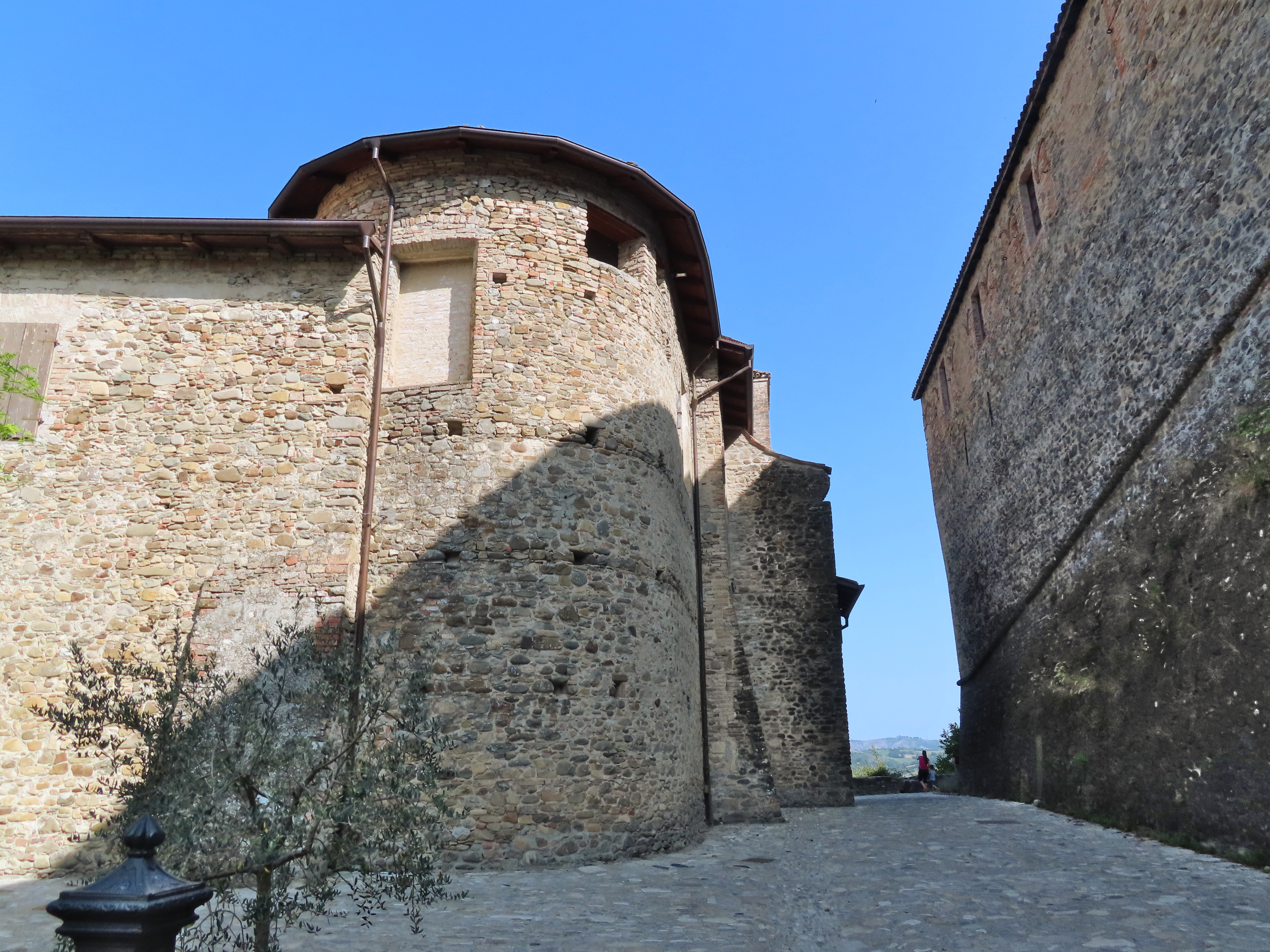
Abside

Dai fianchi, rivestiti irregolarmente in pietra, aggettano le cappelle laterali e i contrafforti in pietra. Il paramento del lato sud conserva due tracce dell'edificio rossiano, costituite da un cornicione decorato con mattoni disposti a denti di sega e una finestra parzialmente chiusa posta sul retro della torre campanaria. Sul prospetto opposto è invece ancora visibile una lunetta in tufo contenente un altorilievo raffigurante una croce di Malta, risalente all'edificio medievale.
All'interno la navata, coperta da volta a botte lunettata, è affiancata da una serie di lesene coronate da capitelli dorici, a sostegno del doppio cornicione perimetrale in aggetto; sui lati si affacciano attraverso ampie arcate a tutto sesto le due cappelle, coperte da volte a botte. Sul fianco sud sono inoltre visibili alcune pietre e due monofore appartenenti all'antica struttura originaria.
Il presbiterio absidato, coperto da catino, è circondato da una serie di lesene; al centro si innalza l'altare maggiore in legno intagliato e dorato, realizzato nella seconda metà del XX secolo riassemblando i pezzi di un altare settecentesco collocato in una cappella laterale; sul retro si staglia la pala raffigurante la Madonna con Bambino tra i santi Lorenzo, Giovanni Battista, Caterina e Pietro Martire.
L'interno conserva inoltre altre opere di pregio, tra cui un dipinto rappresentante l'Addolorata fra i santi Rocco e Sebastiano, realizzato da Giuseppe Peroni nel 1748.
La sagrestia ospita infine una lapide marmorea recuperata dall'edificio rossiano, che testimonia che il luogo di culto fu fondato il 2 agosto del 1453.